# Paul van Dam
Paulus Leendert van Dam (Rotterdam, 9 oktober 1892 – 1982) was een Nederlandse sierkunstenaar, boekbandontwerper en hout- en linosnijder uit Delft. Hij was ook leraar MO en de schrijver van het boekje Schabloneren voor Talens schablonen (1925). Hij woonde in 1925 in Den Briel.
Paul van Dam maakte in de jaren twintig en dertig boekillustraties en bandstempels. Zo ontwierp hij voor uitgeverij Melchior te Amersfoort de boekband voor het boek Een vacantiereis van 23.00k.m. per Hudson door Europa, en ook werkte hij voor uitgeverij De Tijdstroom te Huis ter Heide.